# Hygrotus novemlineatus
Hygrotus novemlineatus là một loài bọ cánh cứng trong họ Bọ nước. Loài này được Stephens miêu tả khoa học năm 1829.